# Савватьма
Савватьма — село в Ермишинском районе Рязанской области России. Является административным центром Савватемского сельского поселения.

## Население
| 1982 | 1989 | 2004 | 2010 | 2011 | 2023 |
| ---- | ---- | ---- | ---- | ---- | ---- |
| 630  | ↘556 | ↘441 | ↘352 | ↘347 | ↘241 |

## География
Село расположено в 10 километрах юго-западнее районного центра поселка Ермишь. Рядом с селом расположен пруд, образованный на р.Суронка (приток р. Лиса). Восточнее села проходит автодорога Ермишь — Восход, севернее села — автодорога до Нармы.

## История
Первые упоминания о селе Савватьма относятся к XVI веку. Первыми поселенцами были бортники, добывающие мёд диких пчёл. Название села связывают с именем Савватия Соловецкого — покровителя бортничества. Село несколько раз переходило от одного владельца к другому. Среди них — представители известных дворянских фамилий: Ржевские, Волконские. В первой половине XIX века имением в селе вместе с матерью владел декабрист Пётр Александрович Муханов. Позднее половина села перешла к князю М. В. Неклюдову. На средства Михаила Васильевича в селе был построен каменный храм.
В 1876 году в Савватьме открыто 2-классное образцовое земское училище с 6-летним курсом обучения. В 1898 году была открыта школа. В 1967 году открыт кирпичный завод.
Село входило в границы Елатомского уезда Тамбовской губернии (с 1923 года — Рязанской губернии), с 1937 года — в составе Ермишинского района Рязанской области.

## Достопримечательности
В селе расположена действующая церковь Рождества Христова, построенная в 1885 году. Церковь однокупольная в неовизантийском стиле с трапезной и колокольней. После революции 1917 года была временно закрыта. Открыта после 1946 года и более не закрывалась.
В центре села установлен памятник односельчанам, павшим в годы Великой Отечественной войны.

## Инфраструктура
В селе действует детский сад, средняя школа, сельский дом культуры, библиотека, медпункт, отделение ФГУП «Почта России», а также магазины. Кроме того, в Савватьме расположена центральная усадьба колхоза «Победа».

## Транспорт
Транспортные связи села с другими населёнными пунктами области осуществляются автобусами Рязань — Кадом, Ермишь — Сасово и Ермишь — Нарма.